# Ljubija (Mozirje, Slovenija)
Ljubija je naselje u slovenskoj Općini Mozirju. Ljubija se nalazi u pokrajini Štajerskoj i statističkoj regiji Savinjskoj. 

## Stanovništvo
Prema popisu stanovništva iz 2002. godine naselje je imalo 482 stanovnika.